# Susan Jaffe
Susan Jaffe (Washington, 1962) è un'ex ballerina e direttrice artistica statunitense.

## Biografia
Susan Jaffe è nata a Washington e ha studiato alla School of American Ballet e all'American Ballet Theatre School. Nel 1980 si è unita all'American Ballet Theatre, l'anno successivo è stata promossa al rango di solista e nel 1983 a quello di prima ballerina.
Nei suoi ventidue anni con la compagnia ha danzato opere dei maggiori coreografi del XX secolo, tra cui George Balanchine, Kenneth MacMillan, Antony Tudor, Jerome Robbins, Roland Petit, Twyla Tharp, Nacho Duato, James Kudelka e Jiří Kylián. Inoltre, ha danzato come ballerina ospite in alcune delle maggiori compagnie al mondo, tra cui il Royal Ballet, il corpo di ballo del Teatro alla Scala, il Balletto Mariinskij, l'English National Ballet, il Balletto Reale Danese e il Balletto reale svedese. All'interno della compagnia ha interpretato molti dei grandi ruoli del repertorio, tra cui Odette e Odile ne Il lago dei cigni, Kitri nel Don Chisciotte, Nikiya e Gamzatti ne La Bayadère, Aurora ne Le bella addormentata, Giulietta in Romeo e Giulietta, Swanhilda in Coppélia, Tatiana in Onegin e l'eponima protagonista in Giselle, ruolo in cui ha dato il suo addio alle scene il 24 giugno 2002 al Metropolitan Opera House.
In aggiunta all'attività sulle scene, dal 2002 al 2007 è stata consigliera del direttore del comitato direttivo dell'American Ballet Theatre e ha insegnato alla scuola della compagnia dal 2002 al 2010. Successivamente ha lavorato come coreografa per diverse compagnie statunitensi e dal 2020 al 2022 è stata la direttrice artistica del Pittsburgh Ballet Theatre. Nel febbraio 2023 è subentrata a Kevin McKenzie come direttrice artistica dell'American Ballet Theatre.